# Talbot (bilmærke)
 For alternative betydninger, se Talbot. (Se også artikler, som begynder med Talbot)
Talbot var et automobilmærke, der eksisterede fra 1903 til 1992, dog afbrudt i tiden mellem 1960 og 1978. Mærket har været ejet af flere forskellige producenter, senest PSA Peugeot Citroën. Mærket var oprindeligt et engelsk mærke for importerede franske biler i England.
Talbot deltog i motorsport, herunder rally, hvor mærket i 1981 vandt konstruktørernes World Rally Championship. Talbot deltog også kortvarigt i Formel 1.

## Firmaets grundlæggelse
Talbot var oprindeligt et britisk varemærke, der blev benyttet til at sælge importerede biler fra den franske producent Clément-Bayard. Firmaet blev grundlagt i 1903 af Jarlen af Shrewsbury, Charles Chetwynd-Talbot og Adolphe Clément-Bayard.
I 1905 begyndte firmaet at sælge importerede biler under mærket Clément-Talbot og påbegyndte produktion af biler på samlefabrikken Clement Talbot Motor Works på Barlby Road, Ladbroke Grove, North Kensington, London, der blev solgt under mærket Talbot efter det første år.
Fabrikken var Storbritanniens første bilfabrik opført alene med dette formål. Engelsk-designede biler blev produceret fra 1906. Frem til 1910 blev der fremstillet mellem 50 og 60 biler.
Den første bil, der kørte mere end 100 miles (160 km) på en time, var en Talbot i 1913.

## Talbot parallelt i Storbritannien og Frankrig
Under 1. verdenskrig fremstillede firmaet ambulancer. Fremstillingen af Talbot fortsatte efter krigen i parallelt i Frankrig og Storbritannien indtil 1919, da den britisk ejede, men i Paris beliggende virksomhed Darracq overtog selskabet. Darracq fremstillede Talbot, som blev markedsført som Talbot-Darracq. Det følgende år blev Darracq reorganiseret som en del af konglomeratet Sunbeam-Talbot-Darracq (STD).
Op gennem 1920'erne fremstillede Talbot en række succesfulde modeller som eksempelvis 1916, Talbot 14-45 og Talbot 105. I 1930 havde mærket succes inden for motorsport.

## Rootes æraen
I 1935 kollapsede STD-konglomeratet og virksomheden Rootes overtog Clément-Talbot. Rootes havde fokus på overlevelse og ikke nyudvikling, og de eksisterende modeller fik blot nye navne. Den franske fabrik blev købt af Antonio Lago, der benyttede mærket Talbot-Lago for biler produceret på den franske fabrik.
I Storbritannien blev Sunbeam og Talbot mærkerne slået sammen i 1938 som Sunbeam-Talbot. Produktion af Sunbeam-Talbot biler ophørte under 2. verdenskrig men blev genoptaget i 1946. Rootes lod imidlertid Talbot navnet udgå i 1955 og anvendte herefter kun mærket Sunbeam. I 1967 overtog den amerikanske bilproducent Chrysler Rootes.

## Chrysler æraen
I Frankrig var Talbot navnet fortsat anvendt efter 2. verdenskrig som Talbot-Lago. Talbot-Lago blev dog købt af den franske bilproducent Simca i 1958. Simca var på daværende tidspunkt primært ejet af italienske Fiat. Amerikanske Chrysler købte op i Simca og blev i 1964 hovedaktionær i Simca. I 1967 købte Chrysler den britiske producent Rootes, der blev fusioneret med Simca til et nyt firma: Chrysler Europe. Chrysler anvendte ikke Talbot-mærket i denne periode, men benyttede Chryslers fem-takkede stjerne og udfasede i 1970'erne Rootes mærkerne.
Chrysler havde netop udviklet den nye Horizon/Omni modellinje, der blev fremstillet under Simca mærket. Den lille mellemklassebil Horizon blev fremstillet på Valmets fabrikker i Uusikaupunki i Finland, hvor der også blev fremstillet Simca 1307 (senere Talbot Alpine og Solara).

## Peugeot æraen
i slutningen af 1978 købte PSA Peugeot Citroën Chrysler Europe for 1$. I forbindelse med overtagelsen blev Talbot mærket genoplivet, idet PSA benyttede mærket ved salg af de tidligere Simca og Rootes modeller. Efter Peugeots overtagelse af Chrysler Europe ophørte produktionen af Chrysler Hunter, men den Chrysler-designede model 1510 (Alpine i Storbritannien) og Horizon forblev i produktion, men nu under Talbot-mærket.
Alle tidligere Chrysler-produkter fremstillet i Storbritannien efter den 1. august 1979 blev solgt som Talbot. Talbots engelske del fremstillede Alpine, Solara og Horizon på den ældre Ryton-fabrik i Coventry, der tidligere var benyttet af Chrysler til fremstilling af biler under det gamle Rootes mærke Hillman. Den sidste model, der blev produceret af Rootes (nu en del af PSA og mærket Talbot) var Avenger, der forblev i produktion som en Talbot frem til slutningen af 1981. Samme år ophørte produktionen af videreudviklingen af Avenger, Talbot Sunbeam. Fra 1982 fremstillede Peugeot den lille Talbot Samba, en tre-dørs hatchback baseret på Peugeot 104.
I 1981 introducerede Peugeot Talbot Tagora, en firkantet firdørs stor mellemklassebil, der skulle konkurrere med "boxy four-door saloon" markedet som f.eks. Ford Granada fra Ford Europe og General Motors' Vauxhall Carlton/Opel Rekord. Tagora solgte imidlertid dårligt og produktionen ophørte allerede i 1983.
I slutningen af 1984 gav Peugeot nye navne til modellerne Alpine og Solara saloon, der blev reintroduceret under de gamle Rootes mærker Minx og Rapier. Disse biler blev fremstillet frem til 1986.
Den sidste Talbot i produktion var Talbot Horizon. Modellen blev i slutningen af 1985 afløst/omdøbt til Peugeot 309. Peugeot havde oprindeligt planlagt at sælge bilen som Talbot Arizona, men ændrede planer som følge af beslutningen om at udfase Talbot-mærket. Produktion af Talbot Horizon fortsatte i Spanien og Finland indtil 1987, hvor den sidste personbil under Talbot-mærket blev fremstillet. Talbot-mærket blev dog anvendt i Storbritannien for kassevognen Talbot Express (identisk med Fiat Ducato), der var i produktion indtil 1992.

### Overvejelse om genoplivning
I 2008 overvejede PSA at genoplive mærket Talbot for billige biler på samme måde som Renault havde introduceret Dacia Logan som et billigmærke. Overvejelserne gik på at lade fremstille versioner af Citroën Elysée og Peugeot 206 under Talbot-mærket i Kina. men planerne er pr. 2015 ikke blevet til noget. PSA har i stedet fremstillet en 2. generations version af Elysée (Citroën C-Elysée) og Peugeot 206 er opgraderet til Peugeot 301.

## Biler fremstillet af Talbot (1919-1940)
| Navn    | cylindere | kubic cm3 capacity | diameter og længe | hk (skattemæssigt) | motorens hk | år i produktion |
| ------- | --------- | ------------------ | ----------------- | ------------------ | ----------- | --------------- |
| 14      | 4         | 1955               | 72 x 120          | 12.9               | -           | 1921—1921       |
| 16      | 4         | 2614               | 80 x 130          | 15.9               | -           | 1921—1921       |
| 36      | 6         | 3922               | 80 x 130          | 23.8               | 50          | 1921—1921       |
| 12/30   | 6         | 1454               | 57 x 95           | 12                 | -           | 1922—1924       |
| 8/18    | 4         | 970                | 57 x 95           | 8                  | 20          | 1922—1926       |
| 10/23   | 4         | 1074               | 60 x 95           | 8.9                | 23          | 1923—1926       |
| 12/30   | 6         | 1612               | 60 x 95           | 13.4               | 30          | 1924—1924       |
| 16/50   | 6         | 2540               | 70 x 110          | 18.2               | -           | 1924—1924       |
| 18/55   | 6         | 2540               | 70 x 110          | 18.2               | -           | 1925—1925       |
| 14/45   | 6         | 1666               | 61 x 95           | 13.8               | 46          | 1926—1935       |
| 20/60   | 6         | 2916               | 75 x 110          | 20.9               | -           | 1926—1928       |
| 18/70   | 6         | 2276               | 69.5 x 100        | 18                 | 60          | 1930—1930       |
| 90      | 6         | 2276               | 69.5 x 100        | 18                 | 93          | 1930—1937       |
| 75      | 6         | 2276               | 69.5 x 100        | 18                 | 70          | 1931—1937       |
| 105     | 6         | 2969               | 75 x 112          | 20.9               | 100         | 1931—1937       |
| 65      | 6         | 1666               | 61 x 95           | 13.8               | 46          | 1932—1935       |
| 95      | 6         | 2969               | 75 x 112          | 20.9               | 95          | 1933—1936       |
| 110     | 6         | 3378               | 80 x 112          | 23.8               | 123         | 1935—1937       |
| Eight   | 8         | 4504               | 80 x 112          | 31.7               | 150         | 1936—1936       |
| 10      | 4         | 1185               | 63 x 95           | 9.8                | 41          | 1936—1939       |
| 3-litre | 6         | 3181               | 75 x 120          | 20.9               | 78          | 1937—1938       |

## Biler fremstillet af Talbot (1979-1986)
- Talbot 1100 1967-1979
- Talbot Alpine 1979-1985
- Talbot Avenger 1970-1981
- Talbot Express Vans 1981-1993
- Talbot Horizon 1979-1985
- Talbot Marathon 1983-1986
- Talbot Matra Murena GT 1980-1984
- Talbot Minx 1984-1986
- Talbot Rapier 1984-1986
- Talbot Rancho Estate 1977-1984
- Talbot Samba 1982-1986
- Talbot Samba Cabriolet 1983-1987
- Talbot Solara 1982-1984
- Talbot Sunbeam 1977-1981
- Talbot Sunbeam-Lotus GT 1979-1981
- Talbot Tagora 1981-1984

## Motorsport

### Formel 1
Talbot var i to korte perioder involveret i Formel 1. I 1950 og 1951 blev Talbot-Lagos 6-cylindrede 4,5 liter motor T26 anvendt i løbsserien, hvor Talbot blev nr. 4 og 5, kørt af Yves Giraud-Cabantous og Louis Rosier respektive. I 1952 ændredes regulativet, således, at der skulle anvendes to-liters motorer, hvilket stoppede Talbots involvering i løbsserien.
Talbot var involveret i Formel 1 igen i 1981-82 i et samarbejde med Equipe Ligier, der benyttede Talbots forbindelse med Matra til at sikre levering af Matra-motorer. Bilerne blev kørt under navnet Ligier-Matra, men holdet anvendte Talbot-mærket og var sponseret af Talbot. Deltagelsen varede i to år og var moderat succesfuldt med Jacques Laffite, der opnåede en fjerdeplads i 1981-serien med to Gran Prix sejre..

### World Rally Championship
Efter at Peugeot havde overtaget Chrysler Europe i 1979 og genoplivet Talbotmærket gik fabrikken ind i rallysporten. Holdet, der bl.a. kaldets Talbot-Sunbeam-Lotus opnåede succes fra begyndelsen i 1979 og i de følgende år fulgte flere podiepladser og sejr for finnen Henri Toivonen, der som den yngste nogensinde vandt et World Rally, da han vandt RAC Rallyet med Talbot, i øvrigt den sidste gang, at en bil uden firhjulstræk vandt et RAC Rallyet. I 1981 vandt holdet konstruktørernes mesterskab med Fréquelin og Toivonen som kørere. I 1982 blev serien domineret af 4-hjulstrukne modeller, og Talbot trak sig ud af WRC. Talbot-navnet fortsatte dog i WRC, da Jean Todt etablerede holdet Peugeot Talbot Sport i 1981. Dette Peugeot-fabrikshold debuterede i 1984 i WRC og vandt allerede i 1985, og igen i 1986, kørernes og konstruktørernes mesterskab.

## Sponsorater
Talbot var hovedsponsor for Coventry City football club fra 1981 til 1983, og på et tidspunkt overvejede klubbens formand Jimmy Hill at ændre klubbens navn til "Coventry Talbot". Det britiske fodboldforbund Football League nedlagde dog veto mod navneændringen, og Talbot trak sig ud af sponsoratet.

## Eksterne links
- Wikimedia Commons har flere filer relateret til Talbot (bilmærke)
- English Heritage: Clement Talbot Car Factory / Ladbroke Grove National Aero-engine Factory, Ladbroke Hall
- The Sunbeam Talbot Darracq Register, detaljer om Talbots historie
- Talbot Owners' Club